# Ryōsei Konishi
Ryōsei Konishi  (小西 遼生?, Konishi Ryōsei), pseudonimo di Hiroki Konishi  (小西 大樹?, Konishi Hiroki) (Tokyo, 20 febbraio 1982) è un attore e personaggio televisivo giapponese. Ha interpretato il ruolo di Kōga Saejima nel franchise di Garo.
Oltre alle numerose partecipazioni in serie dorama, in Giappone è conosciuto anche per i ruoli in spettacoli teatrali e musical.

## Biografia
Debutta in televisione su NHK nel 2003 con un episodio del dorama Mōdōken Kuīru no isshō (盲導犬クイールの一生?, lett. "la vita di Quill il cane guida") e nel 2004 esordisce al cinema nel film Norio no heya (紀雄の部屋?, lett. "la stanza di Norio"). Allo stesso tempo esordisce nel doppiaggio anime e presta la voce al personaggio di Ōji Karasuma in School Rumble e di Pierre in Sugar Sugar Rune.
Ottiene grande notorietà nel 2005, interpretando Kōga Saejima nella prima serie di Garo, trasmessa per la prima volta su TV Tokyo fino al 2006. In quel periodo è ancora accreditato con il suo nome di nascita, Hiroki (大樹?), ma a partire dal 19 gennaio 2007, prima di debuttare in teatro come uno degli interpreti di Marius nel musical "Les Misérables" (レ・ミゼラブル?), sceglie il nuovo nome d'arte Ryōsei (遼生?).   
Fino alla fine di maggio 2015 fa parte dell'agenzia di talenti Stardust Promotion, poi, alla scadenza di contratto, lavora per un breve periodo come freelance e il primo settembre dello stesso anno entra in Cube. Inc. (キューブ). 
Nel 2021 interpreta le parti di Capitan Uncino e Mr. Darling nello spettacolo "Broadway Musical Peter Pan" (ブロードウェイミュージカル『ピーターパン』?) prodotto da Horipro Stage. Nel 2023 e nel 2024 interpreta il detective Sherlock Holmes nel musical ispirato ad Arsenio Lupin (LUPIN～カリオストロ伯爵夫人の秘密～?, lett. "Il segreto della contessa di Cagliostro").

## Filmografia

### Attore
Cinema
- Norio no heya (紀雄の部屋?), regia di Yoshihiro Fukagawa (2004)
- Heibon ponchi (平凡ポンチ?), regia di Sakichi Sato (2008)
- Hana gerira (花ゲリラ?), regia di Koji Kawano (2009)
- Akumu no erebētā (悪夢のエレベーター?), regia di Keisuke Horibe (2009)
- Garo: Red Requiem (牙狼〈GARO〉 ～RED REQUIEM～?), regia di Keita Amemiya (2010)
- Kamisama herupu! (神様ヘルプ！?), regia di Shota Sasaki (2010)
- Garo: Sōkoku no Maryū (牙狼〈GARO〉～蒼哭ノ魔竜～?), regia di Keita Amemiya (2013)
- Garo: Gekkō no Tabibito (牙狼〈GARO〉-月虹ノ旅人?), regia di Keita Amemiya (2019)

Televisione
- Mōdōken Kuīru no isshō (盲導犬クイールの一生?) – serie TV, 1x06 (2003)
- Futto Gāruzu no seishun (VICTORY!〜フットガールズの青春〜?) – film TV (2003)
- Mumei (無名?) – serie TV (2004)
- Ultra Q: Dark Fantasy (ウルトラQ dark fantasy?) – serie TV, 1x23 (2004)
- Garo (牙狼〈GARO〉?) – serie TV, 25 episodi (2005 - 2006)
- Garo Special: Byakuya no Majū (牙狼〈GARO〉スペシャル 白夜の魔獣?) – film TV (2006)
- Kōmyō ga Tsuji (功名が辻?) – serie TV, 1x03 (2006)
- Koibana - Hana no koimonogatari (恋話 〜ハナの恋物語〜?) – miniserie TV (2007)
- Tōkyō Shōjo - Uryū Misaki (東京少女 瓜生美咲?) – serie TV, 1x02  (2008)
- Joshidaisei kaikeishi no jikenbo (女子大生会計士の事件簿?) – serie TV, 1x02 (2008)
- LOVE GAME – serie TV, 1x03 (2009)
- Garo: Makai Senki (牙狼＜GARO＞～魔戒閃騎～?) – serie TV (2011)
- Taberu dake (たべるダケ?)  – serie TV, 1x02, 1x07 (2013)
- Sekaiichi sokusenryoku na otoko (世界一即戦力な男?) – serie TV (2014)
- Mizuki Shigeru no gegege no kaidan (水木しげるのゲゲゲの怪談?) – 1x02, serie TV (2013)
- Kaseifu no Mitazono (家政夫のミタゾノ?) – serie TV, 1x03 (2016)
- Doctor-X: Gekai Daimon Michiko (クターX　～外科医・大門未知子～?) – serie TV, 4x08 (2016)
- Kamoshirenai joyū-tachi 2016 (かもしれない女優たち2016?) – film TV (2016)
- Garo: Makai Retsuden (牙狼〈GARO〉-魔戒烈伝-?) – serie TV, 1x12 (2016)
- Feisu - Saibā hanzai tokusōhan (フェイス―サイバー犯罪特捜班?) – serie TV (2017)
- Koi ga heta demo ikitemasu (恋がヘタでも生きてます?) – serie TV, 1x05, 1x06, 1x07 (2017)
- Fāsuto Pengin! (ファーストペンギン！?) – serie TV, 1x08, 1x09, 1x10 (2022)

#### Doppiaggio
- School Rumble (スクールランブル?) – serie anime, 52 episodi (2004-2006)
- Sugar Sugar Rune (シュガシュガルーン?) – serie anime (2005)
- School Rumble: Ichigakki hoshū (スクールランブル一学期補習?) – OVA, 2 episodi (2005)
- G-9 (G-九) – OVA (2006)
- School Rumble: Sangakki (スクールランブル三学期?) – OVA, 2 episodi (2008)
- Garo: Makai no Hana (牙狼〈GARO〉-魔戒ノ花-?) –  serie TV, 1x24 (2014)

## Teatro

### Attore
- Les Misérables (レ・ミゼラブル?) (musical), tratto dal musical Les Misérables (tratto da I miserabili di Victor Hugo), di Tokiko Iwatani. Teatro Imperiale di Tōkyō (2007-2009)[6]
- Ikiru (ミュージカル「生きる」?) (musical), tratto da Vivere di Akira Kurosawa, di Chikae Takahashi, regia di Amon Miyamoto. Teatro Nissay di Tōkyō (2020)[7]
- Broadway Musical Peter Pan (ブロードウェイミュージカル『ピーターパン』?) (musical), tratto da Peter Pan di J. M. Barrie, di Carolyn Leigh, regia di Shintarō Mori. Meguro Persimmon Hall di Tōkyō (2021), Umeda Arts Theater di Ōsaka (2021)[4]
- Goya (ゴヤ -GOYA-?) (musical), di "G2", regia di Yumi Suzuki. Teatro Nissay di Tōkyō (2021)[8]
- Pō no ichizoku (ポーの一族?) (musical), tratto da Il clan dei Poe di Moto Hagio, di Shūichirō Koike. Umeda Arts Theater di Ōsaka / Tōkyō (2021)[9]
- Kera Cross Slapsticks (KERA CROSS第四弾「SLAPSTICKS」?) (commedia), di Keralino Sandorovich, regia di Naoyuki Miura. Theatre-1010 di Tōkyō (2022)[10]
- Aru uma no monogatari (ある馬の物語?) (musical), tratto da Cholstomér di Lev Tolstòj, di Akira Shirai. Setagaya Public Theatre di Tōkyō (2023)[11]
- Kingdom (キングダム?) (musical), tratto da Kingdom di Yasuhisa Hara, di Bun-O Fujisawa, regia di Kazuya Yamada, musiche di Kohta Yamamoto. Teatro Imperiale di Tōkyō,  (2023)[12]
- Lupin (LUPIN ～カリオストロ伯爵夫人の秘密～?) (musical), di Shūichirō Koike, musiche di Dove Attia. Umeda Arts Theater di Ōsaka (2023-2024)[5]

## Doppiatori italiani
- Marco Vivio in Garo